# وليم رايت
وليام رايت (بالإنجليزية: William Wright)‏ (1245 - 1305 هـ / 1830 - 1899 م) هو مستشرق إنكليزي.
من تلاميذه أنتوني آشلي بيفان.

## آثاره
العربية
- رحلة ابن جبير (سنة 1852).
- «الكامل» للمبرّد (1864 ـ 1882).
- رسائل عربية Opuscula Arabica (سنة 1859).
- كتاب في نحو اللغة العربية Arabic Grammar.

السريانية
- «فهرست المخطوطات السريانية في المتحف البريطاني» (سنة 1870 ـ سنة 1872).
- «مواعظ أفراطس» (سنة 1969).
- «أعمال الرُّسل».
- «أخبار يوشع العمودي»، النص السرياني مع ترجمة إنكليزية، سنة 1882.
- «كتاب كليلة ودمنة» (سنة 1883).